# Governació de Bagdad
La governació o muhàfadha de Bagdad (àrab: محافظة بغداد, muḥāfaẓat Baḡdād) és una de les divuit governacions que conformen la república de l'Iraq. La seva capital és l'homònima Bagdad, que és la capital nacional. Situada a la zona centre del país, limita al nord amb la governació de Salah ad-Din, a l'est amb la de Diala, al sud amb la de Babilònia i a l'oest amb la d'Al-Anbar. Amb 204 km² és la governació menys extensa, amb 7 055 200 habitants en 2011, la més poblada, i amb 34 584 hab/km², la més densament poblada.
L'àrea metropolitana de la ciutat de Bagdad depassa els límits de la governació, i té una extensió de 4 555 km².